# Агапов, Александр Михайлович
Александр Михайлович Агапов (12 декабря 1947, Новосибирск — 16 февраля 2016, Обнинск) — российский государственный деятель и учёный в области ядерной и радиационной безопасности в атомной отрасли, доктор технических наук, профессор. Директор ДБЭЧС Минатома России (с 1999 по 2004 год), директор Департамента ядерной и радиационной безопасности Росатома (с 2004 по 2008 год), директор Института глобальной ядерной безопасности (с 2011 года). Член рабочей группы Президиума Государственного совета России по вопросу развития международного сотрудничества в области ядерной и радиационной безопасности (с 2004 года).

## Биография

### Образование
- Окончил в 1972 году Московский инженерно-физический институт (с 2009 года — Национальный исследовательский ядерный университет «МИФИ»).

### Работа
- С 1972 год — инженер и старший инженер ВНИИОФИ;
- С 1977 по 1983 год — специалист Отдела охраны труда МСМ СССР;
- С 1983 по 1986 год — специалист 3-го Главного управления при Минздраве СССР;
- С 1986 по 1990 год — ведущий инженер МСМ СССР;
- С 1990 по 1992 год — начальник сектора Управления по ЧС Главного управления по безопасности и ЧС (ГУБЧС) Минатомэнергопрома СССР;
- С 1992 года — начальник отдела, заместитель директора ДБЭЧС/ДБЧС Минатома России;
- С 1999 года — директор Департамента безопасности и чрезвычайных ситуаций (ДБЧС) Минатома России;
- С 2002 года — директор Департамента безопасности, экологии  и чрезвычайных ситуаций (ДБЭЧС) Минатома России;
- С 2004 года — начальник Управления ядерной и радиационной безопасности (УЯРБ) Росатома;
- С 2008 года — возглавлял Департамент ядерной и радиационной безопасности (ДЯРБ) ГК «Росатом»;
- С 2010 года — работал советником ректора и заведующим кафедрой «Радиационной физики и безопасности атомных технологий» в НИЯУ МИФИ[2].
- С 2011 года — возглавил Институт глобальной ядерной безопасности Росатома.

### Смерть
Умер 16 февраля 2016 года в Обнинске.

## Награды

### Ордена
- 2002 год — Орден Почёта;
- 2007 год — Орден Дружбы.
- 2009 год — Орден Кадырова[4]

### Ведомственные знаки отличия
- 2003 год — Почётный знак МЧС России.